# All by Myself (Eric Carmen)
All by Myself is een nummer van de Amerikaanse singer-songwriter Eric Carmen uit 1975.
Het couplet is gebaseerd op het tweede deel (Adagio sostenuto) van Sergei Rachmaninoffs Pianoconcert nr. 2 in c mineur, opus 18. Het refrein is ontleend aan het nummer Let's Pretend, dat Carmen in 1972 schreef en opnam met zijn toenmalige band Raspberries. De slide-gitaarsolo werd uitgevoerd door studiogitarist Hugh McCracken.
De powerballad was de eerste single van Carmens eerste solo-elpee na het verlaten van The Raspberries en werd uitgebracht in december 1975. In de Billboard Hot 100 bereikte het de tweede plaats en leverde het Carmen een gouden plaat op. In de Nederlandse top 40 werd de tiende plek gehaald, in de Vlaamse Ultratop 50 plek 15.

## NPO Radio 2 Top 2000
| Nummer met noteringen in de NPO Radio 2 Top 2000 | '99  | '00  | '01  | '02  | '03  | '04 | '05  |
| ------------------------------------------------ | ---- | ---- | ---- | ---- | ---- | --- | ---- |
| All by Myself                                    | 1041 | 1156 | 1374 | 1251 | 1448 | -   | 1712 |

1. ↑  Een '-' betekent dat het nummer niet was genoteerd en een vetgedrukt getal geeft de hoogste notering aan.
2. ↑  Deze tabel is bijgewerkt tot en met de laatste editie (2024).

## Versie van Céline Dion
De bekendste coverversie van het nummer is die van de Canadese zangeres Céline Dion uit 1996. Het was de vierde single van haar vierde Engelstalige studioalbum, Falling into You. Dions versie werd geproduceerd door David Foster in de Compass Point Studios in de Bahama's.
De single werd een van Dions grootste hits in de Verenigde Staten en behaalde de vierde plek in de Billboard Hot 100. Het werd ook een top 10-hit in Frankrijk, het Verenigd Koninkrijk, Wallonië en Ierland. Het leverde Dion een gouden plaat op in de VS en een zilveren plaat in het VK en Frankrijk. In de Nederlandse Top 40 kwam de single tot de 35e plek.